# Myrteta conspicua
Myrteta conspicua är en fjärilsart som beskrevs av W. Warren 1897. Myrteta conspicua ingår i släktet Myrteta och familjen mätare. Inga underarter finns listade i Catalogue of Life.